# USS Indianapolis (CA-35)
USS Indianapolis (CA-35) là một tàu tuần dương hạng nặng thuộc lớp Portland của Hải quân Hoa Kỳ, là chiếc tàu chiến thứ hai của Hải quân Mỹ được đặt cái tên này theo tên thành phố Indianapolis thuộc tiểu bang Indiana. Nó có một vị trí nổi bật trong lịch sử do những tình huống đưa đến việc bị đánh chìm, dẫn đến một trong những tổn thất về sinh mạng ngoài biển lớn nhất trong lịch sử Hải quân Hoa Kỳ.
Vào ngày 30 tháng 7 năm 1945, không lâu sau khi chuyển giao những bộ phận quan trọng của quả bom nguyên tử đầu tiên sử dụng trong chiến đấu đến căn cứ không quân tại Tinian, chiếc tàu tuần dương trúng phải ngư lôi phóng từ tàu ngầm Nhật I-58, và bị chìm chỉ sau 12 phút. Trong số 1.196 thành viên thủy thủ đoàn hiện diện trên tàu, có khoảng 300 người đã chìm theo nó. Số 800 người còn lại phải đối mặt với đói khát và sự tấn công của cá mập, khi họ trôi nổi chờ đợi được giúp đỡ với rất ít bè cứu sinh và hầu như không có thực phẩm và nước uống. Hải quân Mỹ chỉ biết đến vụ chìm tàu sau khi những người sống sót được một đội bay PV-1 Ventura tuần tra thường xuyên phát hiện bốn ngày sau đó. Chỉ có 316 thủy thủ sống sót. Indianapolis là một trong những tàu chiến Mỹ cuối cùng bị đánh chìm bởi hoạt động thù địch của đối phương trong Chiến tranh Thế giới thứ hai; sau đó chỉ có chiếc tàu ngầm USS Bullhead bị máy bay Nhật tấn công bằng mìn sâu và có lẽ đã chìm vào ngày 6 tháng 8 năm 1945.

## Thiết kế và chế tạo
Indianapolis được đặt lườn vào ngày 31 tháng 3 năm 1930 bởi hãng New York Shipbuilding tại Camden thuộc New Jersey. Nó được hạ thủy vào ngày 7 tháng 11 năm 1931, được đỡ đầu bởi cô Lucy Taggart, con gái nguyên Thương Nghị sĩ Thomas Taggart từng là Thị trưởng thành phố Indianapolis; và được cho nhập biên chế tại Xưởng hải quân Philadelphia vào ngày 15 tháng 11 năm 1932, dưới quyền chỉ huy của hạm trưởng, Đại tá Hải quân John M. Smeallie.

## Lịch sử hoạt động

### Giữa hai cuộc thế chiến

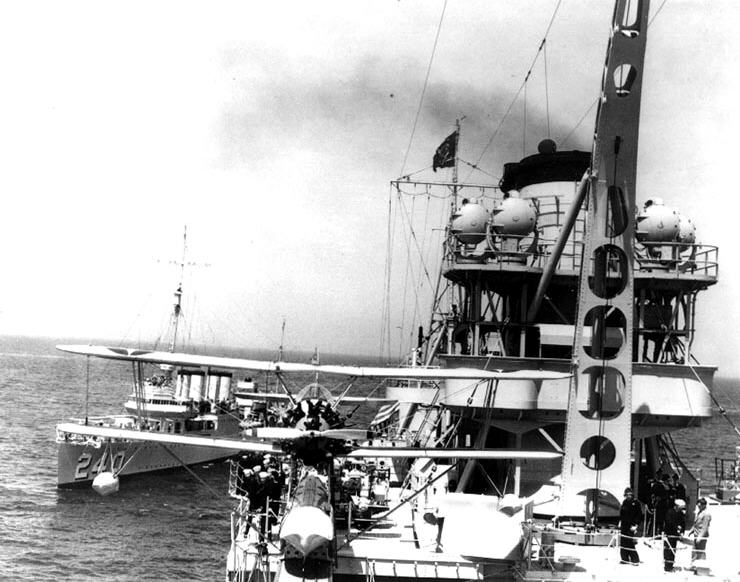
Bên trên chiếc Indianapolis trong chuyến Duyệt binh Hạm đội của Tổng thống ngoài khơi thành phố New York ngày 31 tháng 5 năm 1934. Nhìn từ bên trên cấu trúc thượng tầng ra phía đuôi tàu trong khi tàu khu trục tháp tùng, một thủy phi cơ trinh sát Vought 03U Corsair trên máy phóng bên mạn phải của Indianapolis, và cờ hiệu của Tổng thống treo trên cột cờ chính.

Sau chuyến đi chạy thử máy tại Đại Tây Dương và vùng vịnh Guantánamo cho đến ngày 23 tháng 2 năm 1932, Indianapolis tiến hành huấn luyện tại khu vực kênh đào Panama và tại vùng biển Thái Bình Dương ngoài khơi Chile. Sau một đợt đại tu tại Xưởng Hải quân Philadelphia, chiếc tàu tuần dương hạng nặng đi đến Maine để đón Tổng thống Franklin Roosevelt tại đảo Campobello thuộc tỉnh New Brunswick của Canada vào ngày 1 tháng 7 năm 1933. Lên đường cùng ngày hôm đó, Indianapolis đi đến Annapolis, Maryland hai ngày sau nơi nó tiếp đãi sáu thành viên nội các. Sau khi Tổng thống rời tàu, nó rời Annapolis ngày 4 tháng 7 quay trở lại Xưởng Hải quân Philadelphia.
Indianapolis hoạt động như là soái hạm trong khoảng thời gian còn lại của giai đoạn phục vụ trong thời bình, một lần nữa đón Tổng thống Roosevelt tại Charleston, Nam Carolina vào ngày 18 tháng 11 năm 1936 cho một chuyến viếng thăm hữu nghị đến các nước Nam Mỹ. Sau khi đưa Tổng thống Roosevelt đến Rio de Janeiro, Buenos Aires và Montevideo cho các cuộc viếng thăm cấp nhà nước, nó quay trở về Charleston vào ngày 15 tháng 12 khi Tổng thống và đoàn tháp tùng rời tàu.

### 1941
Vào ngày 7 tháng 12 năm 1942, khi Hải quân Nhật bất ngờ tấn công Trân Châu Cảng, Indianapolis đang thực hiện đợt thực hành bắn phá mô phỏng xuống đảo Johnston. Con tàu được sáp nhập cùng Lực lượng Đặc nhiệm 12 và tham gia việc truy tìm hạm đội Nhật Bản, nhưng không có kết quả. Nó quay trở về Trân Châu Cảng vào ngày 13 tháng 12 và được điều động sang Lực lượng Đặc nhiệm 11.

### 1942
Hoạt động tác chiến đầu tiên của nó trong chiến tranh là tại Nam Thái Bình Dương, sâu trong vùng biển do Nhật Bản chi phối ở khoảng 350 mi (560 km) về phía Nam Rabaul thuộc New Britain. Xế trưa ngày 20 tháng 2 năm 1942, các tàu chiến Mỹ bị tấn công bởi 18 máy bay ném bom hai động cơ chia thành hai đợt. Trong trận chiến diễn ra sau đó, 16 chiếc trong số đó bị bắn rơi bởi hỏa lực phòng không của các con tàu và máy bay tiêm kích cất cánh từ tàu sân bay Lexington (CV-2). Mọi con tàu đều vô hại, và họ còn bắn rơi hai thủy phi cơ trinh sát đang bám theo. Vào ngày 10 tháng 3, được tăng cường thêm tàu sân bay Yorktown (CV-5), lực lượng đặc nhiệm đã tiến hành không kích các cảng Lae và Salamaua thuộc New Guinea nơi quân Nhật đang tập trung những lực lượng đổ bộ. Máy bay xuất phát từ các tàu sân bay Mỹ đã hoàn toàn gây bất ngờ cho đối phương khi cất cánh từ phía Nam, vượt qua dãy núi cao Owen Stanley để nhào xuống tấn công các tàu bè Nhật Bản. Trong khi gây tổn thất nặng nề cho tàu chiến và tàu vận tải của đối phương, các phi công Mỹ còn bắn rơi nhiều máy bay Nhật tìm cách cất cánh để bảo vệ căn cứ. Thiệt hại về phía Mỹ là nhẹ.
Indianapolis sau đó quay trở về Hoa Kỳ để đại tu và cải biến tại Xưởng hải quân Mare Island. Sau đợt tái trang bị, Indianapolis hộ tống một đoàn tàu vận tải đi đến Australia, rồi sau đó hướng khu vực Bắc Thái Bình Dương nơi một tình huống bấp bênh xảy ra do việc quân Nhật đổ bộ lên quần đảo Aleut. Đặc điểm thời tiết dọc theo chuỗi quần đảo khô khan cằn cỗi này là lạnh giá, sương mù dai dẳng và khó dự đoán trước, mưa và mưa tuyết liên tục, cùng những cơn bão bất ngờ với gió hung hãn và biển động mạnh.
Vào ngày 7 tháng 8, lực lượng đặc nhiệm mà Indianapolis được bố trí cuối cùng cũng tìm ra khoảng trống trong màn sương mù dày đặc che phủ các vị trí cố thủ của quân Nhật trên đảo Kiska cùng tàu bè đối phương tại các bờ biển lân cận. Các khẩu pháo 8 in (200 mm) của Indianapolis đã nả vào tất cả các mục tiêu này. Mặc dù sương mù ngăn trở việc quan sát, báo cáo từ các thủy phi cơ của các tàu tuần dương nhìn thấy tàu bè bị đánh chìm trong cảng và các đám cháy tại các cơ sở trên bờ của đối phương. Cuộc tấn công này tỏ ra hoàn toàn bất ngờ cho đối phương đến mức họ phải mất 15 trước khi các khẩu đội trên bờ tìm cách bắn trả, và một số lại bắn lên không, tin rằng đó là một cuộc không kích. Đa số chúng bị dập tắt bởi hỏa lực chính xác từ các tàu chiến. Sau đó tàu ngầm Nhật Bản xuất hiện, nhưng lập tức bị các tàu khu trục Mỹ đánh mìn sâu, thủy phi cơ Nhật cũng thực hiện những cuộc ném bom không hiệu quả. Các hoạt động này được xem là thành công cho dù chỉ có được những thông tin hiếm hoi về kết quả. Nó cũng cho thấy sự cần thiết phải thiết lập những căn cứ gần hơn các đảo bị Nhật Bản chiếm đóng. Vì vậy, lực lượng Mỹ đã chiếm đóng đảo Adak vào cuối tháng, xây dựng một căn cứ xa hơn phù hợp cho các tàu nổi và máy bay dọc theo chuỗi quần đảo từ Dutch Harbor trên đảo Unalaska.

### 1943
Vào tháng 1 năm 1943, Indianapolis hỗ trợ cho việc chiến đóng Amchitka, cho phép Đồng Minh lập thêm một căn cứ khác trên chuỗi quần đảo Aleut. Trong đêm 19 tháng 2, khi Indianapolis và hai tàu khu trục tuần tra khu vực Tây Nam đảo Attu với hy vọng ngăn chặn tàu bè đối phương tăng cường lực lượng và tiếp liệu cho lực lượng tại Kiska và Attu, nó bắt gặp chiếc tàu hàng Nhật Bản Akagane Maru. Chiếc tàu hàng tìm cách chống trả nhưng đã phải chịu đựng hỏa lực pháo của Indianapolis. Akagane Maru nổ tung với một lực rất mạnh và chìm với toàn bộ thủy thủ đoàn, có thể do nó được chất đầy đạn dược. Trong suốt mùa Xuân và mùa Hè, Indianapolis tiếp tục hoạt động tại vùng biển Aleut hộ tống các đoàn tàu vận tải Mỹ và hỗ trợ cho các cuộc đổ bộ. Vào tháng 5, Đồng Minh tái chiếm Attu, lãnh thổ đầu tiên mà Hoa Kỳ giành lại được từ phần đất bị Nhật Bản chiếm đóng từ đầu chiến tranh. Sau khi Attu được kiểm soát, lực lượng Mỹ tập trung sự chú ý lên Kiska, vị trí cố thủ cuối cùng của đối phương tại Aleut. Tuy nhiên, quân Nhật đã xoay xở tìm các triệt thoái toàn bộ lực lượng trú đóng tại đây dưới sự che chở của sương mù dày đặc và liên tục, trước khi lực lượng Đồng Minh đổ bộ lên đảo này vào ngày 15 tháng 8.
Sau khi được tái trang bị tại Xưởng hải quân Mare Island, Indianapolis di chuyển đến Hawaii nơi nó trở thành soái hạm của Phó Đô đốc Raymond A. Spruance, Tư lệnh Đệ Ngũ hạm đội. Nó rời Trân Châu Cảng vào ngày 10 tháng 11 cùng với thành phần chủ lực của Lực lượng Tấn công phía Nam cho Chiến dịch Galvanic, cuộc đổ bộ chiếm đóng quần đảo Gilbert. Vào ngày 19 tháng 11, Indianapolis bắn pháo xuống đảo san hô Tarawa và ngày hôm sau dội pháo lên Makin. Sau đó chiếc tàu tuần dương quay trở lại Tarawa hoạt động hỗ trợ hỏa lực cho cuộc đổ bộ. Trong ngày hôm đó, hỏa lực phòng không của nó đã bắn rơi một máy bay đối phương, cùng nả pháo lên các điểm cố thủ của đối phương trong khi các đơn vị đã đổ bộ lên bờ chiến đấu chống lại quân trú phòng Nhật Bản trong trận Tarawa đẫm máu và tốn kém. Nó tiếp tục vai trò này cho đến khi hòn đảo được tuyên bố kiểm soát ba ngày sau đó. Việc chinh phục quần đảo Marshall được tiếp nối một cách khó nhọc bằng chiến thắng tại quần đảo Gilbert. Indianapolis một lần nữa trở thành soái hạm của Đệ Ngũ hạm đội.

### 1944
Chiếc tàu tuần dương gặp gỡ các tàu chiến khác trong lực lượng đặc nhiệm của nó tại Tarawa, và một ngày trước ngày đổ bộ Kwajalein, 31 tháng 1 năm 1944, nó nằm trong lực lượng đội tàu tuần dương làm nhiệm vụ tấn công đảo san hô Kwajalein. Việc bắn pháo tiếp tục trong ngày đổ bộ khi hỏa lực của Indianapolis tiêu diệt được hai khẩu đội pháo trên bờ. Ngày tiếp theo, nó xóa sổ một công sự phòng thủ và các mục tiêu khác, cùng hỗ trợ cho lực lượng trên bờ tiến quân. Chiếc tàu chiến tiến vào vũng biển Kwajalein vào ngày 4 tháng 2, và ở lại đó cho đến khi mọi sự đề kháng bị dập tắt.
Trong tháng 3 và tháng 4, tiếp tục đảm nhận vai trò soái hạm của Đệ Ngũ hạm đội, Indianapolis tham gia tấn công phía Tây quần đảo Caroline. Máy bay từ tàu sân bay đã tấn công quần đảo Palau trong các ngày 30–31 tháng 3 chủ yếu nhắm vào tàu bè Nhật. Chúng đã đánh chìm ba tàu khu trục, 17 tàu hàng, năm tàu chở dầu và làm hư hại 17 tàu khác. Ngoài ra, các sân bay bị ném bom và các vùng biển lân cận bị rải mìn để trói chân tàu chiến đối phương. Yap và Ulithi bị tấn công vào ngày 31 tháng 3 và Woleai vào ngày 1 tháng 4. Trong ba ngày đó, máy bay Nhật đã phản công vào hạm đội Mỹ nhưng bị đánh trả mà không gây được thiệt hại nào cho các tàu chiến Mỹ; Indianapolis bắn rơi chiếc máy bay đối phương thứ hai, một chiếc ném bom-ngư lôi, và quân Nhật mất tổng cộng 160 máy bay, bao gồm 46 chiếc bị phá hủy trên mặt đất. Các cuộc tấn công này đã thành công trong việc ngăn chặn lực lượng Nhật Bản tại Caroline can thiệp vào cuộc đổ bộ của quân Mỹ lên New Guinea.
Trong tháng 6, Đệ Ngũ hạm đội bận rộn với việc tấn công lên quần đảo Mariana. Cuộc công kích lên Saipan bắt đầu bởi những máy bay xuất phát từ tàu sân bay vào ngày 11 tháng 6, rồi tiếp nối bằng lực lượng tàu nổi từ ngày 13 tháng 6, trong đó Indianapolis đảm trách vai trò chủ lực. Đúng ngày đổ bộ 15 tháng 6, Đô đốc Spruance nhận được báo cáo về một hạm đội Nhật Bản lớn bao gồm thiết giáp hạm, tàu sân bay, tàu tuần dương và tàu khu trục đang hướng về phía Nam để giải tỏa áp lực đe dọa các lực lượng của họ đang trú đóng tại Mariana. Vì các hoạt động đổ bộ tại Saipan phải được bảo vệ bằng mọi giá, Đô đốc Spruance không thể kéo lực lượng tàu nổi mạnh mẽ của mình quá xa nơi đổ bộ. Vì vậy, một lực lượng tàu sân bay nhanh đã được tung ra đối phó với mối đe dọa của hạm đội Nhật trong khi một lực lượng khác tấn công các căn cứ không quân Nhật Bản tại Iwo Jima và Chichi Jima tại Bonin và quần đảo Volcano, những nơi có khả năng xuất phát các cuộc không kích của đối phương.
Hạm đội phối hợp Mỹ đã đối đầu với Hạm đội Nhật vào ngày 19 tháng 6 trong Trận chiến biển Philippine. Máy bay từ tàu sân bay Nhật, hy vọng sử dụng các sân bay tại Guam và Tinian để tiếp nhiên liệu và tái vũ trang để tấn công tàu bè Đồng Minh gần bờ, đã bị ngăn chặn bởi máy bay tiêm kích và hỏa lực pháo của các tàu Đồng Minh hộ tống. Ngày hôm đó, Hải quân Mỹ báo cáo đã diệt được 426 máy bay Nhật trong khi chỉ bị tổn thất 29 chiếc. Bản thân Indianapolis bắn rơi một máy bay ném bom-ngư lôi. Cuộc không chiến trong ngày này đã được hạm đội Mỹ biết đến dưới tên gọi "Cuộc săn vịt trời Marianas vĩ đại". Khi sự kháng cự bằng không quân của Nhật bị quét sạch, máy bay từ tàu sân bay Mỹ đã truy đuổi và đánh chìm tàu sân bay Hiyō, hai tàu khu trục và một tàu chở dầu cũng như gây hư hại nặng cho nhiều chiếc khác. Hai tàu sân bay khác Taihō và Shōkaku trước đó đã bị tàu ngầm đánh chìm.
Indianapolis quay trở lại Saipan vào ngày 23 tháng 6 để tiếp tục các hoạt động hỗ trợ pháo tại đây, và sáu ngày sau đó di chuyển đến Tinian tiêu diệt các công trình phòng thủ trên bờ. Trong thời gian đó, Guam bị chiếm lĩnh; và Indianapolis là chiếc tàu Đồng Minh đầu tiên tiến vào cảng Apra kể từ khi căn cứ Mỹ tại đây thất thủ vào đầu chiến tranh. Chiếc tàu tuần dương tiếp tục hoạt động tại quần đảo Mariana trong vài tuần lễ tiếp the sau cho đến khi di chuyển đến Tây Caroline nơi có kế hoạch cho các cuộc đổ bộ tiếp theo. Từ ngày 12 đến ngày 29 tháng 9, nó bắn pháo xuống đảo Peleliu trong nhóm đảo Palau Group, cả trước và sau khi diễn ra cuộc đổ bộ. Sau đó nó di chuyển đến đảo Manus thuộc quần đảo Admiralty nơi nó hoạt động trong 10 ngày trước khi quay trở về Xưởng hải quân Mare Island.

### 1945

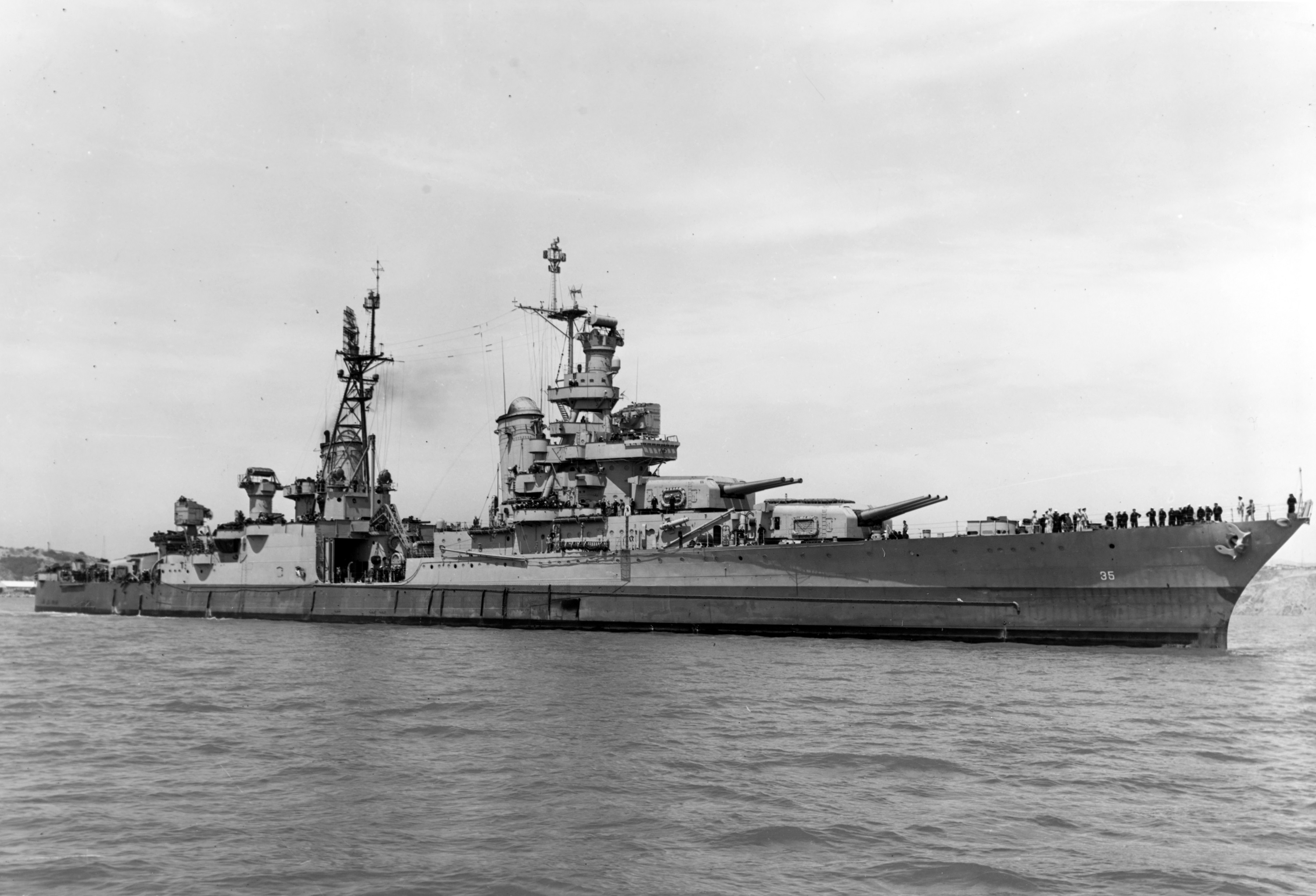
Indianapolis ngoài khơi đảo Mare, ngày 10 tháng 7 năm 1945.

Sau khi hoàn tất việc đại tu, Indianapolis gia nhập lực lượng đặc nhiệm tàu sân bay nhanh của Phó Đô đốc Marc A. Mitscher vào ngày 14 tháng 2 năm 1945. Hai ngày sau, lực lượng đặc nhiệm tung ra cuộc không kích nhắm vào Tokyo để hỗ trợ cho cuộc đổ bộ lên Iwo Jima, được dự định vào ngày 19 tháng 2. Đây là cuộc tấn công đầu tiên bằng tàu sân bay vào chính quốc Nhật Bản kể từ cuộc Không kích Doolittle năm 1942, với mục đích tiêu diệt các căn cứ không quân Nhật Bản cùng các cơ sở khác của "chính quốc". Hạm đội đã đạt được sự bất ngờ chiến thuật hoàn toàn do đã tiếp cận bờ biển Nhật Bản dưới sự che chở của thời tiết xấu. Cuộc tấn công đã diễn ra căng thẳng trong hai ngày; Hải quân Mỹ bị mất 49 máy bay trong khi đã bắn rơi hay tiêu diệt được 499 máy bay đối phương, đạt một tỉ lệ tiêu diệt/thiệt hại 10:1. Lực lượng đặc nhiệm cũng đánh chìm một tàu sân bay, chín tàu tuần duyên, một tàu khu trục, hai tàu khu trục hộ tống và một tàu hàng. Chúng đã phá hủy các kho chứa máy bay, xưởng bảo trì, các cơ sở không quân, nhà máy cùng các mục tiêu công nghiệp khác.
Ngay sau trận không kích, Lực lượng đặc nhiệm gấp rút đi đến Bonin để hỗ trợ cho cuộc đổ bộ lên Iwo Jima. Chiếc tàu tuần dương ở lại đó cho đến ngày 1 tháng 3, bảo vệ tàu bè đổ bộ và bắn phá các mục tiêu trên bờ hỗ trợ trực tiếp cho cuộc đổ bộ và tiến quân. Indianapolis quay trở lại lực lượng đặc nhiệm của Đô đốc Mitscher kịp lúc để tham gia một đợt không kích khác xuống Tokyo vào ngày 25 tháng 3, và nhắm vào Hachijo ngoài khơi bờ biển phía Nam đảo Honshū vào ngày hôm sau. Cho dù thời tiết cực kỳ xấu, lực lượng mỹ đã tiêu diệt được 158 máy bay và đánh chìm năm tàu nhỏ trong khi phá hủy các cơ sở trên bờ và tiêu diệt các đoàn tàu hỏa.
Mục tiêu tiếp theo của lực lượng Mỹ là Okinawa thuộc quần đảo Ryukyu, vốn nằm trong tầm hoạt động của máy bay xuất phát từ các đảo chính quốc. Lực lượng đặc nhiệm tàu sân bay nhanh được giao nhiệm vụ vô hiệu hóa các sân bay tại miền Nam Nhật Bản cho đến khi chúng không còn có thể tung ra những sự kháng cự trên không hiệu quả vào cuộc đổ bộ sắp đến. Họ lên đường từ Ulithi vào ngày 14 tháng 3 hướng đến Nhật Bản. Vào ngày 18 tháng 3, nó tung ra cuộc tấn công từ một vị trí cách 160 km (100 dặm) về phía Đông Nam đảo Kyūshū, nhắm vào mục tiêu là các sân bay trên đảo Kyūshū cũng như những tàu bè còn lại của hạm đội Nhật Bản trong các cảng Kobe và Kure ở phía Nam Honshū. Nhật Bản phát hiện ra lực lượng đặc nhiệm Mỹ vào ngày 21 tháng 3, đã tung ra 48 máy bay tấn công các con tàu. Lực lượng tuần tra chiến đấu trên không gồm 24 máy bay tiêm kích đã đánh chặn và bắn rơi toàn bộ số máy bay Nhật Bản.
Cuộc bắn phá chuẩn bị xuống Okinawa bắt đầu vào ngày 24 tháng 3. Indianapolis trải qua 7 ngày rải đạn pháo 203 mm (8 inch) xuống các công sự phòng thủ tại các bãi đổ bộ. Trong thời gian này, máy bay đối phương liên tục tấn công các tàu bè Mỹ. Bản thân Indianapolis đã bắn rơi sáu máy bay và làm hư hại hai chiếc khác. Ngày 31 tháng 3, quan sát viên trên tàu phát hiện một máy bay tiêm kích đối phương ló ra khỏi ánh sáng buổi bình minh và bổ nhào xuống cầu tàu theo hướng thẳng đứng. Các khẩu đội phòng không 20 mm của con tàu khai hỏa, nhưng trong vòng 15 giây chiếc máy bay đã ở bên trên con tàu. Hỏa lực phòng không ác liệt đã khiến nó bị chệch đi, nhưng viên phi công đối phương đã xoay xở cắt bom từ độ cao 8 m (25 ft) trước khi đâm máy bay của mình xuống mặt biển gần mạn trái đuôi tàu. Quả bom xuyên qua sàn tàu, đi ngang qua phòng ăn và chỗ ngủ của thủy thủ đoàn trước khi xuyên thủng thùng chứa nhiên liệu rồi xuyên luôn qua đáy tàu và phát nổ dưới nước bên dưới tàu. Vụ nổ rung động làn thủng hai lỗ trên lườn tàu và làm thiệt mạng chín thành viên thủy thủ đoàn. Những vách ngăn của lườn tàu đã ngăn chặn được sự ngập nước lan rộng. Indianapolis bị nghiêng nhẹ qua mạn trái và về phía đuôi, di chuyển đến gặp gỡ chiếc tàu sửa chữa thực hiện các sửa chữa khẩn cấp. Tại đây đã xác định các trục chân vịt bị hư hại, vỡ thùng chứa nhiên liệu và hỏng thiết bị tinh lọc nước. Chiếc tàu tuần dương phải thực hiện chuyến hành trình dài vượt Thái Bình Dương quay trở về Xưởng hải quân Mare Island bằng chính động lực của nó.

#### Bị mất

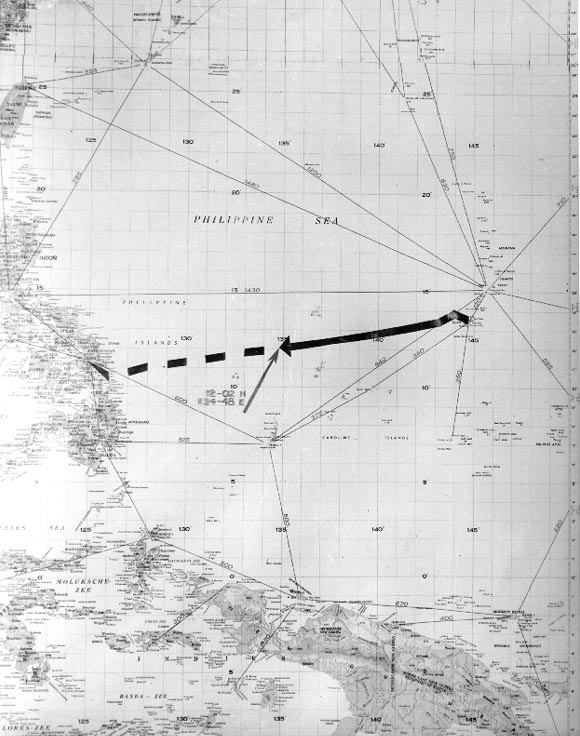
Lộ trình dự định của Indianapolis từ Guam đến Philippines

Sau khi hoàn tất việc sửa chữa và đại tu, Indianapolis được lệnh đi đến đảo Tinian, mang theo các linh kiện và nguyên liệu Uranium cho trái bom nguyên tử Little Boy mà sau đó sẽ được ném xuống Hiroshima. Indianapolis rời San Francisco vào ngày 16 tháng 7, đi đến Trân Châu Cảng vào ngày 19 tháng 7, rồi lại lên đường một mình không tàu hộ tống đến Tinian vào ngày 26 tháng 7. Sau đó Indianapolis được gửi đến Guam, nơi một số thành viên thủy thủ đoàn mãn hạn phục vụ được thay thế bởi các thủy thủ khác. Rời Guam ngày 28 tháng 7, nó bắt đầu di chuyển hướng đến Leyte nơi dự định tiến hành huấn luyện trước khi tiếp tục đi đến Okinawa gia nhập Lực lượng Đặc nhiệm 95 dưới quyền Phó Đô đốc Jesse B. Oldendorf. Lúc 00 giờ 14 phút ngày 30 tháng 7, nó bị đánh trúng hai quả ngư lôi từ tàu ngầm Nhật I-58 dưới quyền chỉ huy của Mochitsura Hashimoto. Các vụ nổ đã gây hư hại nghiêm trọng, khiến Indianapolis bị chìm chỉ trong 12 phút. Chiếc tàu ngầm Nhật đã tiếp cận mà không bị phát hiện trước khi tấn công vì chiếc tàu chiến Mỹ không có các thiết bị dò tìm tàu ngầm hiệu quả.
Khoảng 300 người trong số 1.196 thành viên thủy thủ đoàn thiệt mạng do vụ chìm tàu. Số 880 người còn lại, với một ít bè cứu sinh và nhiều người thậm chí không có áo phao, nổi trên mặt nước chờ đợi được cứu vớt. Tuy nhiên, các cấp chỉ huy Hải quân đã không nhận được tin tức gì về việc nó bị đánh chìm, do việc nó không tới được điểm đến vào ngày dự định không được ghi nhận và báo cáo. Những người còn sống sót chỉ được phát hiện sau đó bốn ngày rưỡi, lúc 10 giờ 25 phút ngày 2 tháng 8 bởi phi công Đại úy Wilbur (Chuck) Gwinn và phi công phụ Đại úy Warren Colwell trong một chuyến bay tuần tra thường lệ. Chỉ có 321 người được vớt lên khỏi nước còn sống, và sau cùng chỉ còn 316 người sống sót. Họ bị thiếu hụt nước và thực phẩm, một số tìm được ít khẩu phần và đồ hộp trong các mảnh vụn trôi nổi, trong khi phải chịu đựng tình trạng giảm nhiệt, mất nước, ngộ độc muối, phơi nắng, đói và bị cá mập tấn công, trong khi một số bị những người khác tấn công trong những tình trạng mất trí, mê sảng và ảo giác khác nhau. Kênh truyền hình Discovery Channel khẳng định việc chiếc Indianapolis bị đắm đã đưa đến một trong những cuộc tấn công của cá mập nhắm vào con người lớn nhất trong lịch sử, do loài cá mập mũi trắng đại dương thực hiện. Chương trình này cũng cho rằng hầu hết các trường hợp thiệt mạng của Indianapolis đều do phơi nắng, ngộ độc muối và khát nước, và xác những người chết bị cá mập lôi đi.
Gwinn lập tức cho thả một bè cứu sinh và một máy phát sóng vô tuyến. Mọi đơn vị không lực và hải quân có khả năng hoạt động ứng cứu đều được cho tách ra đi đến hiện trường ngay lập tức. Một thủy phi cơ PBY Catalina do Đại úy R. Adrian Marks được gửi đến để trợ giúp và báo cáo. Trên đường bay đến nơi xảy ra sự cố, Marks bay bên trên tàu khu trục hộ tống Cecil J. Doyle và đã ra tín hiệu cho thuyền trưởng của nó, Bộ trưởng hải quân Hoa Kỳ tương lai, Đại tá Hải quân W. Graham Claytor, Jr. về tình trạng khẩn cấp. Bằng sáng kiến của riêng mình, Claytor quyết định chuyển hướng đến nơi xảy ra tai nạn.
Đến hiện trường nhiều giờ trước chiếc Cecil J. Doyle, đội bay của Marks bắt đầu thả các bè cứu sinh và tiếp liệu. Trông thấy thủy thủ bị cá mập tấn công, Marks bất chấp mọi quy định thường lệ cho hạ cánh máy bay xuống mặt biển. Ông bắt đầu đi chậm trên mặt biển vớt những người bơi riêng lẻ vốn chịu nguy cơ bị cá mập tấn công cao nhất. Biết được họ là thủy thủ đoàn của tàu tuần dương Indianapolis, ông gọi điện thông báo tin tức và yêu cầu được trợ giúp ngay lập tức. Cecil J. Doyle trả lời đang lúc nó trên đường đi. Khi thân máy bay của Marks đã chất đầy người, những người còn sống sót sau đó được buộc vào cánh máy bay bằng dây dù, nặng đến mức gây hư hỏng cho đôi cánh khiến nó không còn có thể bay được và phải bị đánh chìm. Marks và đội bay của ông đã cứu được 56 người trong ngày hôm đó.
USS Cecil J. Doyle là chiếc tàu đầu tiên đến được hiện trường. Tiếp cận chiếc Catalina của Marks trong bóng đen hoàn toàn, Cecil J. Doyle phải dừng lại để tránh gây tổn thương cho những người còn sống sót, và bắt đầu cho chuyển những người còn sống sót của Marks lên tàu. Bất chấp sự an toàn cho chính con tàu của mình, Claytor cho hướng thẳng đèn pha tìm kiếm sáng nhất của tàu mình lên trời phục vụ như một cột mốc dẫn đường cho các tàu ứng cứu khác. Dấu hiệu này cũng nhằm thông báo cho đa số những người còn sống là lực lượng tiếp cứu đã đến nơi.
Các tàu khu trục Helm, Madison và Ralph Talbot đã nhận được lệnh đi tiếp cứu từ Ulithi, cùng với những chiếc Dufilho, Bassett và Ringness từ hướng Philippines. Họ đã nỗ lực truy tìm những người có cơ may sống sót cho đến ngày 8 tháng 8.

### Thiếu sót của Hải quân trong việc chìm tàu

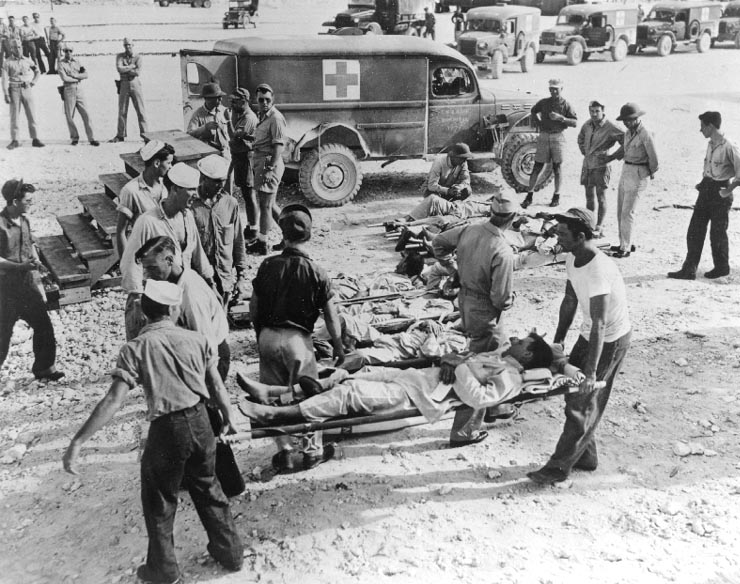
Những người còn sống sót của Indianapolis tại Guam, tháng 8 năm 1945.

Ngay trước lúc xảy ra cuộc tấn công, biển động trung bình, và tầm nhìn dao động nhưng nhìn chung là xấu. Indianapolis di chuyển ở tốc độ 31,5 km/h (17 knot). Khi con tàu không đến được Leyte vào ngày 31 tháng 7 theo lịch trình, đã không có báo cáo nào về việc con tàu bị chậm trễ. Đó là do một sự hiểu nhầm trong Hệ thống Báo cáo Di chuyển.
Các bảng sơ đồ hành quân được lưu giữ tại các bộ chỉ huy của Tư lệnh Mariana tại Guam và của Tư lệnh Mặt trận biển Philippine tại Leyte. Trên các sơ đồ này, vị trí của mọi con tàu mà bộ tư lệnh quan tâm đều được đánh dấu. Tuy nhiên, đối với những tàu chiến lớn như cỡ Indianapolis, người ta giả định là con tàu sẽ đi tới điểm đến đúng giờ, trừ khi có báo cáo khác. Do đó, vị trí của chúng chỉ dựa trên suy luận mà không căn cứ vào báo cáo. Vào ngày 31 tháng 7, khi nó được cho là đã đến Leyte, Indianapolis được rút khỏi sơ đồ hành quân tại bộ chỉ huy của Tư lệnh Mariana. Nó cũng được ghi nhận là đã đến Leyte bởi bộ chỉ huy của Tư lệnh Mặt trận biển Philippine. Đại úy Hải quân Stuart B. Gibson, Sĩ quan Hành quân dưới quyền Tư lệnh cảng tại Tacloban, là sĩ quan chịu trách nhiệm theo dõi sự di chuyển của Indianapolis. Việc con tàu không có mặt đúng hạn lập tức được Đại úy Gibson biết đến, nhưng đã không điều tra sự việc và không báo cáo ngay lập tức vấn đề này cho cấp trên.
Indianapolis đã gửi tín hiệu cầu cứu trước khi chìm, và ba trạm đã nhận được tín hiệu này, nhưng đã không thực hiện bất kỳ hành động nào. Một viên chỉ huy uống rượu, người khác ra lệnh cho thuộc cấp không được quấy rầy và một người thứ ba cho đó là trò đùa của quân Nhật. Trong một thời gian dài, Hải quân đã phủ nhận việc tín hiệu cầu cứu đã được gửi đi. Việc thu nhận được tín hiệu cầu cứu chỉ được đưa ra ánh sáng sau khi công bố các tài liệu hết hạn bảo mật.

### Diễn biến tiếp theo
Đại tá Hải quân Charles Butler McVay III, người chỉ huy Indianapolis từ tháng 11 năm 1944, đã sống sót khi bị chìm tàu và nằm trong số những người được cứu sống những ngày sau đó. Vào tháng 11 năm 1945, ông bị đưa ra xét xử tại tòa án quân sự và bị kết tội "đặt con tàu của mình vào tình trạng nguy hiểm vì đã không chạy zigzag." Nhiều điểm được đưa ra tại tòa án đầy mâu thuẫn và tranh cãi. Có chứng cứ cho thấy Hải quân đã đặt con tàu vào tình thế nguy hiểm, mệnh lệnh dành cho McVay "chạy zigzag theo ý mình, nếu như điều kiện cho phép." Hơn nữa, Mochitsura Hashimoto, chỉ huy của I-58, chứng nhận rằng chạy zigzag cũng không tạo ra sự khác biệt nào.
Thủy sư Đô đốc Chester Nimitz đã ân xá bản án của McVay và đưa ông trở lại phục vụ thường trực trong Hải quân. McVay nghỉ hưu vào năm 1949. Trong khi nhiều người còn sống sót trên chiếc Indianapolis cho rằng McVay không phải chịu trách nhiệm về việc chiếc tàu chiến bị đánh chìm, gia đình một số người tử nạn đã không tha thứ. Cảm giác tội lỗi đè nặng lên vai ông cho đến khi ông tự tử vào năm 1968, sử dụng khẩu súng lục Hải quân được cấp, trên tay còn cầm một người thủy thủ đồ chơi.
Vào tháng 10 năm 2000, Quốc hội Hoa Kỳ thông qua một nghị quyết xác định những ghi chép về Đại tá Hải quân McVay khẳng định "ông được miễn mọi trách nhiệm trong việc mất chiếc Indianapolis." Tổng thống Bill Clinton đã ký vào nghị quyết này. Nghị quyết ghi nhận rằng mặc dù hàng trăm tàu chiến Hải quân Mỹ đã bị mất trong Chiến tranh Thế giới thứ hai, McVay là hạm trưởng duy nhất bị xét xử tại tòa án quân sự chỉ vì tàu của mình bị đánh chìm.

## Phần thưởng
Indianapolis được tặng thưởng 10 Ngôi sao Chiến trận do thành tích phục vụ trong Thế Chiến II.
| Bronze star |                           |
|             | Silver star · Silver star |

| Dãi băng Hoạt động Tác chiến  | Dãi băng Hoạt động Tác chiến                                             | Huân chương Phục vụ Phòng vệ Hoa Kỳ với 1 Ngôi sao Chiến trận            | Huân chương Phục vụ Phòng vệ Hoa Kỳ với 1 Ngôi sao Chiến trận |
| Huân chương Chiến dịch Hoa Kỳ | Huân chương Chiến dịch Châu Á-Thái Bình Dương với 10 Ngôi sao Chiến trận | Huân chương Chiến dịch Châu Á-Thái Bình Dương với 10 Ngôi sao Chiến trận | Huân chương Chiến thắng Thế Chiến II                          |

## Xác tàu đắm
Vị trí chính xác nơi Indianapolis bị đám không được biết rõ. Trong tháng 7-tháng 8 năm 2001, một cuộc thám hiểm công bố đã tìm thấy xác tàu đắm nhờ sử dụng sonar quét bên và máy ảnh dưới nước gắn trên thiết bị lặn điều khiển từ xa. Bốn thành viên Indianapolis còn sống sót đã tháp tùng theo cuộc thám hiểm, nhưng nó đã thất bại. Đến tháng 6 năm 2005, một cuộc thám hiểm thứ hai được tổ chức để tìm nơi đắm tàu; nó được kênh truyền hình National Geographic theo dõi và công bố kết quả vào tháng 7 trong loạt chương trình Finding of the USS Indianapolis. Những thứ duy nhất tìm thấy, không thể xác định rằng có thuộc về Indianapolis hay không, là nhiều mảnh vụn kim loại được tìm thấy tại nơi được báo cáo nó đã bị chìm.
Theo thông báo ngày 19/8 của Hải quân Mỹ, xác tàu Indianapolis được tìm thấy ở độ sâu 5,5 km dưới mặt biển Thái Bình Dương.
Sau nhiều tháng ròng rã, ngày 18/8 vừa qua, nhóm tìm kiếm đã tìm thấy xác tàu Indianapolis tại vùng biển Philippines. Hải quân Mỹ đã yêu cầu nhóm của ông Allan giữ bí mật vị trí tìm kiếm chính xác.

## Tưởng niệm

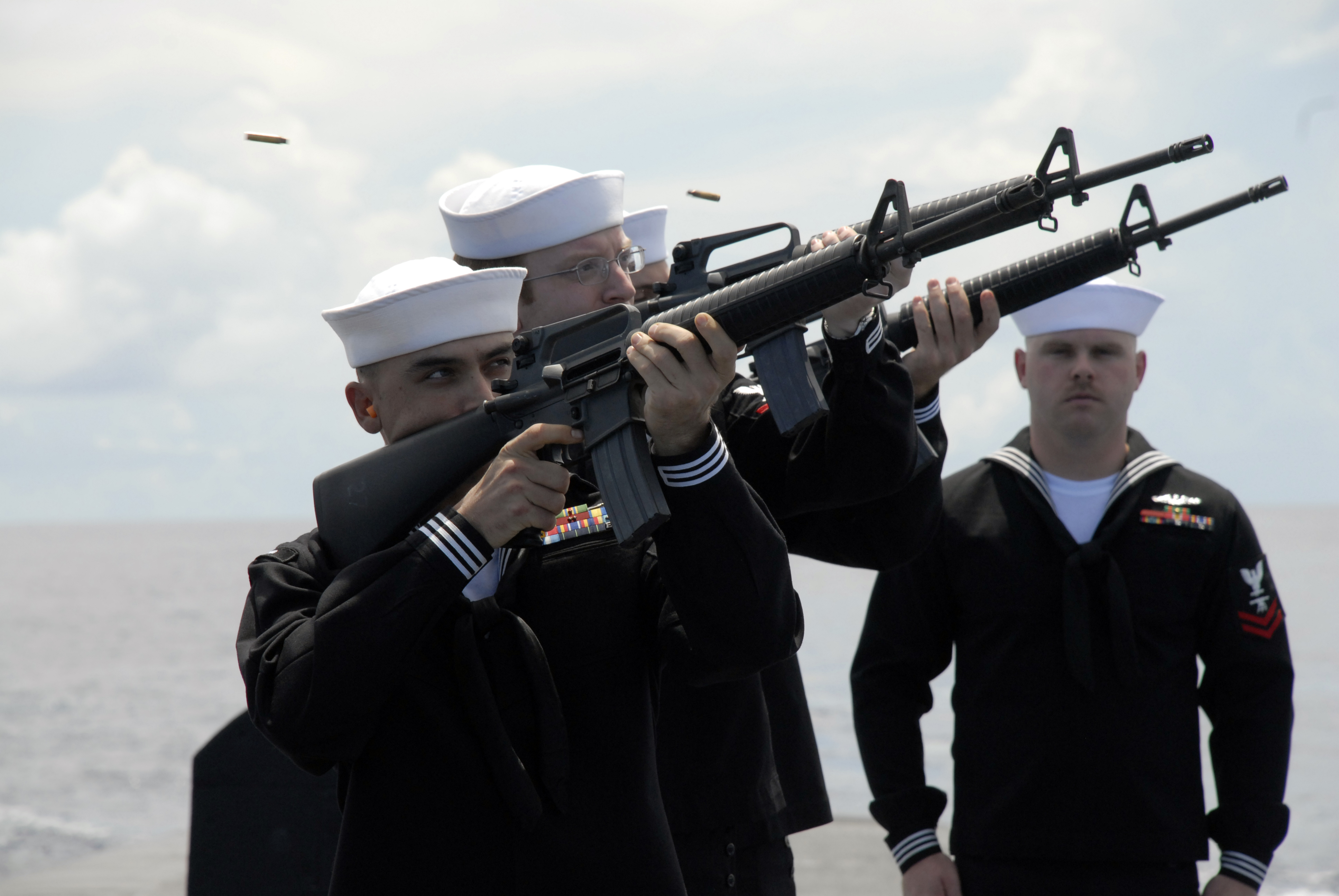
Hải quân đang bắn súng chào trong một nghi thức an táng trên biển vào năm 2008 cho một trong số 316 người còn sống sót của USS Indianapolis (CA-35) bị chìm ngày 30 tháng 7 năm 1945.

Đài tưởng niệm Quốc gia USS Indianapolis được khánh thành vào ngày 2 tháng 8 năm 1995. Nó tọa lạc ở Canal Walk thuộc Indianapolis. Hình ảnh chiếc tàu tuần dương hạng nặng được tái tạo bằng đá vôi và đá granite, đặt bên cạnh con kênh tại trung tâm thành phố. Danh sách thành viên thủy thủ đoàn được khắc trên đài tưởng niệm, với chú thích đặc biệt cho những người đã thiệt mạng.
Một số hiện vật có liên quan đến Indianapolis được lưu giữ tại Bảo tàng Tiểu bang Indiana; chiếc chuông của nó hiện đang ở tại Bảo tàng vũ khí hải quân Heslar. Trung tâm huấn luyện bơi lội của Bộ chỉ huy Huấn luyện Tuyển mộ Hải quân Hoa Kỳ được đặt tên theo USS Indianapolis. Bảo tàng USS Indianapolis được khai trương ngày 7 tháng 7 năm 2007 tại Indiana World War Memorial Plaza.

## Văn hóa đại chúng
Trong bộ phim Hàm cá mập (Jaws) của đạo diễn Steven Spielberg năm 1975, nhân vật Sam Quint (do Robert Shaw đóng) tự nhận là một người sống sót từ chiếc USS Indianapolis, và việc chiến đấu để sinh tồn chống lại sự tấn công của cá mập trong khi chờ đợi được giải cứu là một phần của động cơ thúc đẩy ông theo đuổi cuộc đời của một người săn cá mập.